# بریه فیربرادر
بریه فیربرادر (انگلیسی: Barrie Fairbrother؛ زادهٔ ۳۰ دسامبر ۱۹۵۰) بازیکن فوتبال اهل بریتانیا است.
از باشگاه‌هایی که در آن بازی کرده‌است می‌توان به باشگاه فوتبال میلوال و باشگاه فوتبال لیتون اورینت اشاره کرد.